# Herculis 2010
L'Herculis 2010 è stata la 24ª edizione dell'annuale meeting di atletica leggera ed ha avuto luogo allo Stadio Louis II del Principato di Monaco nel quartiere Fontvieille, dalle ore 18:55 alle 21:55 UTC+2 del 22 luglio 2010. Il meeting è stato anche la decima tappa del circuito ufficiale IAAF Diamond League 2010.

## Programma
Durante il meeting si sono svolte 18 specialità, 9 maschili e 9 femminili: di queste, 7 maschili e 8 femminili hanno avuto validità per la classifica della Diamond League.
| # | Orario | Specialità       |
| - | ------ | ---------------- |
| 1 | 18:55  | Lancio del disco |
| 2 | 19:50  | 400 m hs         |
| 3 | 19:55  | Salto in alto    |
| 4 | 20:20  | 1500 m           |
| 5 | 20:50  | Salto in lungo   |
| 6 | 20:55  | 400 m            |
| 7 | 21:15  | 800 m            |
| 8 | 21:25  | 110 m hs         |
| 9 | 21:35  | 200 m            |

| # | Orario | Specialità             |
| - | ------ | ---------------------- |
| 1 | 19:00  | Salto con l'asta       |
| 2 | 19:15  | Salto triplo           |
| 3 | 19:45  | Getto del peso         |
| 4 | 20:03  | 400 m hs               |
| 5 | 20:35  | 100 m hs               |
| 6 | 20:40  | Lancio del giavellotto |
| 7 | 20:47  | 800 m                  |
| 8 | 21:05  | 100 m                  |
| 9 | 21:45  | 3000 m                 |

     Specialità valide per la Diamond League

## Risultati
Di seguito i primi tre classificati di ogni specialità.

### Uomini
| Specialità       |                   | Prestazione | 2º classificato              | Prestazione | 3º classificato   | Prestazione |
| 200 m            | Tyson Gay         | 19.72       | Yohan Blake                  | 19.78       | Wallace Spearmon  | 19.93       |
| 400 m            | Jermaine Gonzales | 44.40       | Ricardo Chambers             | 44.54       | Chris Brown       | 45.05       |
| 800 m            | Abubaker Kaki     | 1'43.10     | Boaz Lalang                  | 1'43.29     | Mbulaeni Mulaudzi | 1'43.29     |
| 1500 m           | Silas Kiplagat    | 3'29.27     | Amine Laalou                 | 3'29.53     | Augustine Choge   | 3'30.22     |
| 110 m hs         | David Oliver      | 13.01       | Ryan Wilson                  | 13.13       | Dwight Thomas     | 13.29       |
| 400 m hs         | Bershawn Jackson  | 47.78       | Angelo Taylor                | 47.79       | Justin Gaymon     | 48.65       |
| Salto in alto    | Ivan Ukhov        | 2.34 m      | Andrey Silnov Jesse Williams | 2.28 m      | -                 | -           |
| Salto in lungo   | Dwight Phillips   | 8.46 m      | Fabrice Lapierre             | 8.18 m      | Pavel Shalin      | 8.15 m      |
| Lancio del disco | Gerd Kanter       | 67.81 m     | Zoltán Kővágó                | 66.89 m     | Piotr Małachowski | 66.45 m     |

     Atleti al primo posto nella classifica di specialità.
     Prestazione che stabilisce il nuovo record del meeting.

### Donne
| Specialità             |                    | Prestazione | 2ª classificata     | Prestazione | 3ª classificata    | Prestazione |
| 100 m                  | Carmelita Jeter    | 10.82       | Veronica Campbell   | 10.98       | Kelly-Ann Baptiste | 11.03       |
| 800 m                  | Alysia Johnson     | 1'57.34     | Jemma Simpson       | 1'58.74     | Anna Pierce        | 1'58.89     |
| 3000 m                 | Sentayehu Ejigu    | 8'28.41     | Maryam Yusuf Jamal  | 8'29.20     | Shannon Rowbury    | 8'31.38     |
| 100 m hs               | Lolo Jones         | 12.63       | Danielle Carruthers | 12.68       | Sally Pearson      | 12.76       |
| 400 m hs               | Kaliese Spencer    | 53.63       | Natalya Antyukh     | 54.24       | Sheena Tosta       | 54.53       |
| Salto con l'asta       | Fabiana Murer      | 4.80 m      | Svetlana Feofanova  | 4.70 m      | Lacy Janson        | 4.60 m =    |
| Salto triplo           | Yargelis Savigne   | 15.09 m     | Olga Rypakova       | 14.78 m     | Anna Pyatykh       | 14.43 m     |
| Getto del peso         | Nadezhda Ostapchuk | 20.23 m     | Valerie Vili        | 20.20 m     | Natallja Michnevič | 19.43 m     |
| Lancio del giavellotto | Barbora Špotáková  | 65.76 m     | Lara Patterson      | 64.21 m     | Sunette Viljoen    | 59.93 m     |

     Atlete al primo posto nella classifica di specialità.
     Prestazione che stabilisce il nuovo record del meeting.